# San Francisco de Borja (Chihuahua)
San Francisco de Borja es una pequeña población ubicada en el estado mexicano de Chihuahua y localizada en la zona central del mismo, es cabecera del municipio del mismo nombre.

## Historia
La población lleva su nombre, en honor a San Francisco de Borja, debido a que fue fundada por primera ocasión, en el año de 1645, por religiosos de la Compañía de Jesús que evangelizaban a los grupos indígenas tarahumara de región. El nombre tarahumara del punto donde se fundó la misión era Tehuacachi. En 1652 ocurre la sublevación tarahumara liderada por Teporaca, durante la cual San Francisco de Borja fue completamente arrasado y quedó destruido y despoblado. En 1676 los padres jesuitas, Tomás de Guadalajara y José Tardá, repoblaron la misión, quedando definitivamente establecida.
Tras la independencia de México, el 19 de julio de 1823 el pueblo recibió la categoría de cabecera municipal del municipio de San Francisco de Borja, carácter que conservó ininterrumpidamente hasta el 18 de julio de 1931 en que dicho municipio fue suprimido y pasó a formar parte del municipio de Cusihuiriachi, siendo restituido el municipio y la población como su cabecera el 19 de marzo de 1932.
La madrugada del 1 de mayo de 2010 se registró en la población un sismo que alcanzó 4.2° en la escala de Richter.

## Localización y demografía
San Francisco de Borja se encuentra localizado en la zona central del estado de Chihuahua, sus coordenadas geográficas son 27°54′07″N 106°41′04″O / 27.90194, -106.68444 y a una altitud de 1 640 metros sobre el nivel del mar, se encuentra a unos 100 kilómetros al suroeste de la capital del estado, la ciudad de Chihuahua y a unos 70 al sureste de Cuauhtémoc, se comunica con ambas ciudades a través de una carretera pavimentada estatal que la une como la Carretera Federal 16, esta misma carretera estatal la une con otras poblaciones como San Nicolás de Carretas, San Lorenzo y Tutuaca al norte y con Nonoava al sur. A aproximadamente dos kilómetros de la población se encuentra el Cañón de Namúrachi, el principal atractivo turístico de la región.
De acuerdo al Conteo de Población y Vivienda de 2005 realizado el Instituto Nacional de Estadística y Geografía, la población total de San Francisco de Borja es de 1 142 habitantes de los cuales 566 son hombres y 576 son mujeres.